# Salm-Horstmar
Salm-Horstmar fue un efímero Condado Napoleónico en el extremo septentrional de Renania del Norte-Westfalia, Alemania, localizado en torno a la ciudad de Horstmar, al noreste de Münster. Fue creado en 1803 para el Wild- y Ringrave Federico Carlos Augusto de Salm-Grumbach tras la pérdida de Grumbach y otros territorios al oeste del Rin en favor de Francia. Fue mediatizado al Reino de Prusia en 1813 y el Wild- y Ringrave fue compensado con un título de príncipe dentro de Prusia tres años más tarde.

## Conde de Salm-Horstmar (1803-1813)
- Federico Carlos Augusto (1803-1813)

## Príncipes de Salm-Horstmar (1816)[1]
- Wilhelm Friedrich (1799-1865)
- Otto (1833-1892)
- Otto (1867-1941)
- Philipp Franz (1909-1996)
- Philipp Otto (1938-)